# كورسيل (أين)
كورسيل (بالفرنسية: Corcelles)‏ هي بلدية فرنسية تقع في إقليم الأين في فرنسا. رمز إنسي لها هو:1119. أما الرمز البريدي لها فهو: 1110.